# Слюсарь, Сергей Павлович
Сергей Павлович Слюсарь (укр. Сергій Павлович Слюсарь, род. 5 марта 1980, Дзержинск, Донецкая область) — забойщик на отбойных молотках обособленного подразделения «Шахта „Северная“» государственного предприятия «Дзержинскуголь» Министерства энергетики и угольной промышленности Украины (Донецкая область). Герой Украины (2012).

## Биография
Сергей Слюсарь работает забойщиком на шахте «Северная» с 2003 года. Он — потомственный шахтёр, его дед и отец также были горняками.
19 июля 2012 года Сергей Слюсарь добыл 141 тонну угля, выполнив план на 3294 %, что больше на 39 тонн или на 40 % чем достижение А. Стаханова.

## Государственные награды
- Звание Герой Украины с вручением ордена Державы (24 августа 2012 года) — за самоотверженный шахтёрский труд, достижение высоких производственных показателей в добыче угля[3].